# 잔니 스키키

잔니 스키키(이탈리아어: Gianni Schicchi)는 자코모 푸치니가 작곡한 단막극이다. 단테의 《신곡》 중 일화를 기초로 조바키노 포르차노가 이탈리아어 대본을 완성하였다. 잔니 스키키는 《외투》, 《수녀 안젤리카》와 함께 3부작으로 발표된 오페라 《일 트리티코(Il trittico)》제3막 극이다. 1918년 12월14일, 뉴욕 메트로폴리탄 오페라 하우스에서 초연되었다. 《일 트리티코》에서 세 작품 다 삶의 고뇌와 죽음을 다룬다. 여기서 나오는 곡들 중 O mio babbino caro(나의 사랑하는 아버지)가 가장 유명하다

## 등장인물
- 주요 인물

잔니 스키키 - 50세 (바리톤)
라우레타 - 스키키의 딸, 21세 (소프라노)
- 부오조 도나티'의 친척들

치타 - 부오조의 사촌, 60세 (콘트랄토)
리누치오 - 치타의 조카, 24세 (테너)
게라르도 - 부오조의 조카, 40세 (테너)
넬라 - 게라르도의 아내, 34세 (소프라노)
게라르디노 - 게라르도와 넬라의 아들 (콘트랄토)
베토 디 시냐 - 부오조의 처남 (베이스)
시모네 - 부오조의 사촌, 70세 (베이스)
마르코 - 시모네의 아들, 45세 (베이스)
치에스카 - 마르코의 아내, 38세 (메조소프라노)
- 기타

스피넬로초 - 의사 (베이스)
아만티오 디 니콜라오 경 - 공증인 (바리톤)
피넬리노 - 구두방 주인 (베이스)
구초 - 염색집 주인 (베이스)

## 줄거리
- 1299년, 피렌체

피렌체의 부호, 부오조의 친척들은 그의 임종을 지키기 위해 모였다. 겉으로는 그를 위하여 기도하고 있지만 머릿속은 유산에 관한 생각으로 가득하다. 그때 부오조의 전 재산이 수도원에 기증되었다는 소식을 듣고 만약 그 소문이 사실이라면, 모든 유산은 물거품이 된다며 서로 유언장을 먼저 찾으려고 난리다.
드디어 치타의 조카 리누치오가 금고 안에서 유언장을 찾아낸다. 유언장을 치타에게 넘겨주기 전에, 라우레타와의 결혼을 승낙해준다면 유언장을 주겠다고 한다. 치타는 결혼을 승낙하고, 친척들이 유언장을 읽으려고 소란한 사이에 리누치오는 라우레타와 그녀의 아버지인 잔니 스키키를 부른다. 유언장을 확인한 시모네는 유산이 모두 수도원에 갔다는 사실을 알리고, 리누치오는 이 문제를 잔니 스키키와 상의하자고 한다.
잔니 스키키와 라우레타가 도착한다. 지참금이 없이는 결혼 시킬 수 없다는 치타의 말에 잔니 스키키도 불쾌해하며 돌아가려한다. 그때 라우레타가 O mio babbino caro(나의 사랑하는 아버지)를 부르며 리누치오와 결혼시켜달라고 애원하고, 잔니 스키키도 어쩔 수 없이 딸의 결혼을 위해 유산을 나누는 일에 개입하게 된다.
잔니 스키키는 부오조의 죽음을 아무도 모르니, 자신이 부오조로 위장하여 새 유언장을 쓰자고 한다. 친척들은 차례로 분배받기를 바라는 유산에 관해 말한다. 잔니 스키키는 그들의 요구를 모두 들어주기로 약속한다. 그러나 만약 이러한 속임수가 알려지는 날에는 공모했던 모든 사람이 오른손을 절단당한 채 추방된다며 겁을 준다.
잔니 스키키는 공증인과 함께 새로운 유언장을 만들고, 장례식과 수도승들을 위하여 실제적으로 계산된 비용들 이외에는 일체 수도원에 기증하지 않는 대신, 친척들에게는 기본적인 분배만을 한 후, 중요한 재산은 가장 충실한 친구 잔니 스키키에게 준다는 내용을 담는다.
여기에 모두 격분하여 유언을 중지시키지만 탄로가 나면 손이 잘린다는 경고를 기억하며 어쩔 줄 몰라 한다. 공증인이 나가자 친척들은 기다렸다는 듯이 그에게 덤벼든다. 하지만 이제 이 집의 주인은 잔니 스키키로, 그들은 오히려 쫓겨난다.
잔니 스키키는 여기서 관객을 향해 부오조의 재산이 더 좋은 목적으로 쓰일 것과, 청중들은 딸의 행복을 위해 죄를 지은 자신에게 무죄 판결을 내릴 것으로 믿는다며 인사하는 가운데 막이 내린다.

## 유명한 아리아
- '피렌체는 꽃이 활짝 핀 나무와 같도다' (Firenze è come un albero fiorito) - 리누치노
- '나의 사랑하는 아버지'(O mio babbino caro) - 라우레타